# Johnny Höglin
Hans Johnny Höglin, född 26 februari 1943 i Nykroppa är en svensk före detta skridskoåkare. 
Höglin segrade överraskande på 10 000 meter vid OS i Grenoble 1968 före favoriten Fred Anton Maier. Han kom femma på både 5000 meter och 1500 meter i dessa spel. Höglin deltog även i OS 1972.